# ピードモント台地

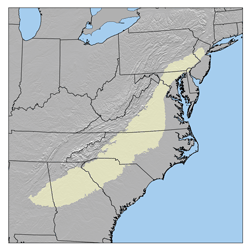
ピードモント台地の分布

ピードモント台地 (Piedmont) は、アメリカ合衆国東部から南部にかけて広がる丘陵地域のこと。北はニュージャージー州から、南はアラバマ州にかけてまたがっている。大西洋岸平野とは滝線（瀑布線ともいう）によって分けられていて、その平野と合衆国東部に連なるアパラチア山脈との間に位置している。ピードモント台地の幅は地域によって異なり、デラウェア川よりも北ではかなり狭くなるが、最も広いノースカロライナ州西部では約475kmの幅がある。広さは約207,000km2で、本州の広さにほぼ相当する。
ピードモント台地は比較的低くて、なだらかに起伏している丘陵である。標高は低いところで約50m、高いところでも250-300m程度である。さまざまな成分と年代の岩石が相互に混じりあった複雑な構成の地質をしており、赤く、鉄の色をした土壌に特徴がある。この土は、すぐ下の花崗岩の岩盤が外気に当たって変色し、数世代の間、農業の実践には不向きであったことを表す。セシル土壌統はその代表である。
「ピードモント」という名前は、イタリアのピエモンテ (Piemonte) 地域に由来している。「ピエモンテ」という名は「山脈の足」を意味し、同地のアルプス山脈に囲まれた平野という独特な地理的条件からきている。

## 都市

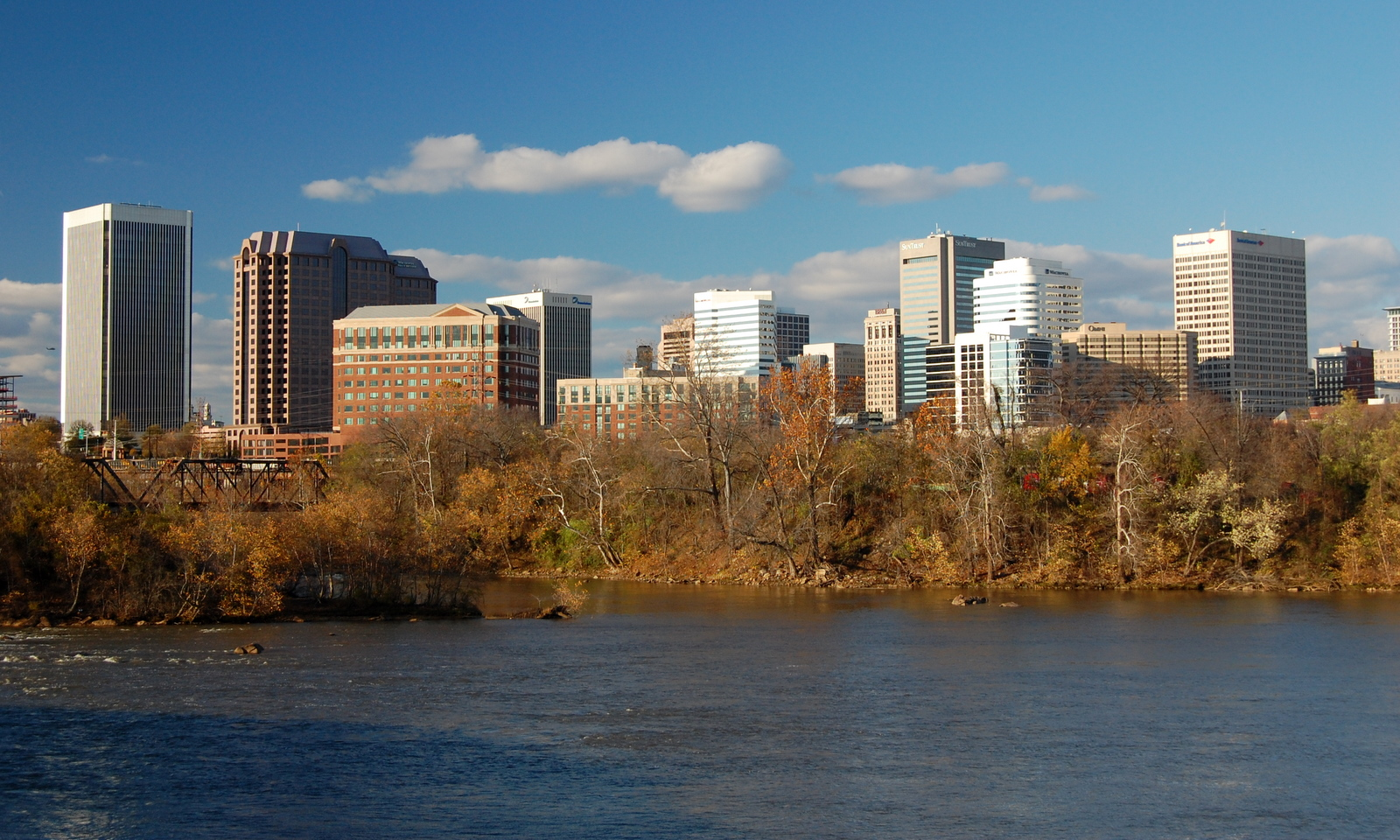
リッチモンド

ピードモント台地の東縁にはいくつもの滝が形成されている。これらの滝のある地点は、かつては河川を利用した水上交通において船で遡れる最上流の地点であったため、船荷の積み替え地点として集落が形成された。また、滝には水車が設置され、その動力を用いた製粉業や紡績業が栄えた。こうして、ピードモント台地の東縁には滝線都市と呼ばれる都市がいくつも発展していった。滝線都市の例としては、北からパターソン、トレントン、フィラデルフィア、ボルチモア、ワシントンD.C.、リッチモンド、ローリー、コロンビア、オーガスタ、コロンバス、モンゴメリーなどの例が挙げられる。
これらの滝線都市群のほかには、ピードモント台地上の代表的な都市としてはジョージア州の州都アトランタやノースカロライナ州の最大都市シャーロットなどが挙げられる。ジョージア州北西部には、アトランタを中心として28郡にまたがる、人口500万人を超える大都市圏が形成されている。1990年代以降の金融産業の発展で、市域人口ではアトランタをしのぐ規模に成長したシャーロットは、南に隣接するサウスカロライナ州にもまたがる、人口約170万人の都市圏を形成している。また、ノースカロライナ州中部では、ピードモント台地上にあるグリーンズボロ、ウィンストン・セーラム、ハイポイントの3都市を中心に、人口約160万人に及ぶピードモント・トライアド都市圏が形成されている。シャーロット、グリーンズボロ、ローリーの3都市とその都市圏は高い成長を遂げているノースカロライナ州有数の人口密集地帯で、それらを結ぶ線はちょうど三日月の形をしているため、ピードモント・クレセントと呼ばれている。

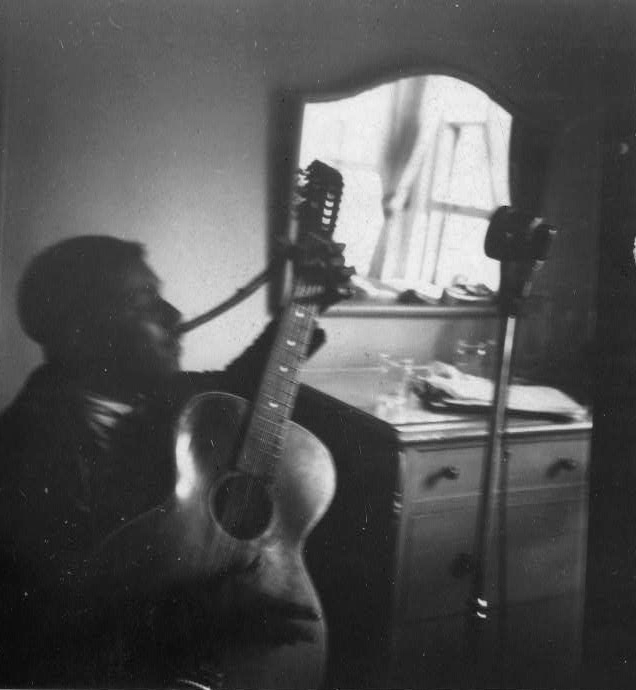
ピードモント・ブルース歌手、ブラインド・ウィリー・マクテル（1898年生-1959年没）。12弦ギターの奏者として知られた。

## 音楽
ピードモント地域は、19世紀前半にこの地で起こったブルースのスタイルと密接に関連している。ほとんどのピードモントのブルースミュージシャンは、バージニア州、南北カロライナ州、ジョージア州出身で、大移動の間、アフリカ系アメリカ人はピードモントに移住した。都市部に住む代わりに、西のアパラチア山脈や、そうでなければ田舎のエリアに恐らく散らばって住み、そしてそれ故に、例えばミシシッピ州北西部のミシシッピ・デルタ地域で起こったデルタ・ブルースよりも、広範囲にわたる音楽の混合がみられた。このため、ピードモント・ブルースは、ラグタイム、カントリー、ポップスなど、ほかの地域よりも比較的ブルースの濃度が薄く、白人音楽の形式の影響を多く受けている。
また、ピードモント地域はケークウォーク、またはスロードラッグと呼ばれるとして知られるダンスのスタイルにおいても独特である。